# Groupe H des éliminatoires de la Coupe d'Afrique des nations de football 2023
Navigation
Groupe G Groupe I
Le groupe H des éliminatoires de la Coupe d'Afrique des nations de football 2023 est une compétition qualificative pour la phase finale de la Coupe d'Afrique des nations de football 2023, qui se déroule en juin et juillet 2023 en Côte d'Ivoire.

## Tirage au sort
Le tirage au sort a eu lieu le 19 avril 2022 au Caire. Les têtes de série sont désignées via un classement CAF (construit d'après les résultats lors des dernières CAN).
Le tirage au sort désigne les équipes suivantes dans le groupe H. Les quarante-huit équipes sont réparties en douze dans quatre chapeaux :
- Chapeau 1 :  Côte d'Ivoire (9e du classement CAF)
- Chapeau 2 :  Zambie (19e du classement CAF)
- Chapeau 3 :  Comores (36e du classement CAF)
- Chapeau 4 :  Lesotho (44e du classement CAF)

## Classement
- Sélection qualifiée pour la CAN 2023

| Rang | Équipe        | Pts | J | G | N | P | Bp | Bc | Diff |  | Résultats (▼ dom., ► ext.) |     |     |     |     |
| ---- | ------------- | --- | - | - | - | - | -- | -- | ---- |  | -------------------------- | --- | --- | --- | --- |
| 1    | Zambie        | 13  | 6 | 4 | 1 | 1 | 12 | 6  | +6   |  | Zambie                     |     | 3-0 | 2-1 | 3-1 |
| 2    | Côte d'Ivoire | 13  | 6 | 4 | 1 | 1 | 9  | 5  | +4   |  | Côte d'Ivoire              | 3-1 |     | 3-1 | 1-0 |
| 3    | Comores       | 7   | 6 | 2 | 1 | 3 | 6  | 8  | -2   |  | Comores                    | 1-1 | 0-2 |     | 2-0 |
| 4    | Lesotho       | 1   | 6 | 0 | 1 | 5 | 1  | 9  | -8   |  | Lesotho                    | 0-2 | 0-0 | 0-1 |     |

## Résultats
| 1re journée             | Comores                       | 2 - 0   | Lesotho                         | Stade Omnisports de Malouzini, Moroni |                                   |
| 3 juin 2022 16:00 UTC+3 | M'Changama 59e · Youssouf 81e | (0 - 0) |                                 | Arbitrage : Andofetra Rakotojaona     | Arbitrage : Andofetra Rakotojaona |
| 3 juin 2022 16:00 UTC+3 | Nabouhane 51e                 | Rapport | 20e Mkhwanazi · 84e Makepe (en) | Arbitrage : Andofetra Rakotojaona     | Arbitrage : Andofetra Rakotojaona |

| 3 juin 2022 | Côte d'Ivoire                         | 3 - 1   | Zambie                 | Stade de Yamoussoukro, Yamoussoukro |                          |
| 19:00 UTC±0 | Aurier 67e · Kouamé 76e · Sangaré 89e | (0 - 0) | 90+4e Daka             | Arbitrage : Dahane Beida            | Arbitrage : Dahane Beida |
| 19:00 UTC±0 | Sangaré 45e · Boly 81e                | Rapport | 75e Mwepu · 81e Sakala | Arbitrage : Dahane Beida            | Arbitrage : Dahane Beida |

| 2e journée              | Zambie                                   | 2 - 1   | Comores                                                   | National Heroes Stadium, Lusaka |                             |
| 7 juin 2022 18:00 UTC+2 | Mwepu 45+2e · Kangwa 88e                 | (1 - 1) | 13e Ben Nabouhane                                         | Arbitrage : Samuel Uwikunda     | Arbitrage : Samuel Uwikunda |
| 7 juin 2022 18:00 UTC+2 | Mwape 2e · Mayembe (en) 67e · Kangwa 89e | Rapport | 40e M'Dahoma · 45e Zahary · 84e Mohamed · 90+1e Nabouhane | Arbitrage : Samuel Uwikunda     | Arbitrage : Samuel Uwikunda |

| 9 juin 2022 | Lesotho         | 0 - 0   | Côte d'Ivoire | Dobsonville Stadium, Johannesbourg |                              |
| 19:00 UTC+2 |                 | (0 - 0) |               | Arbitrage : Patrice Milazare       | Arbitrage : Patrice Milazare |
| 19:00 UTC+2 | Lebokollane 38e | Rapport |               | Arbitrage : Patrice Milazare       | Arbitrage : Patrice Milazare |

| 3e journée               | Zambie                     | 3 - 1   | Lesotho         | Stade Levy Mwanawasa, Ndola |                             |
| 23 mars 2023 18:00 UTC+2 | Sakala 37e · Banda 53e 57e | (1 - 1) | 33e Bereng      | Arbitrage : Messie Nkounkou | Arbitrage : Messie Nkounkou |
| 23 mars 2023 18:00 UTC+2 |                            | Rapport | 30e Bereng (en) | Arbitrage : Messie Nkounkou | Arbitrage : Messie Nkounkou |

| 24 mars 2023 | Côte d'Ivoire                        | 3 - 1   | Comores        | Stade de Bouaké, Bouaké             |                                     |
| 16:00 UTC±0  | Kouamé 29e · Haller 61e · Krasso 89e | (1 - 0) | 90+3e Youssouf | Arbitrage : Abdel Aziz Mohamed Bouh | Arbitrage : Abdel Aziz Mohamed Bouh |
| 16:00 UTC±0  | Aholou 74e                           | Rapport | 79e M'Dahoma   | Arbitrage : Abdel Aziz Mohamed Bouh | Arbitrage : Abdel Aziz Mohamed Bouh |

| 4e journée               | Lesotho       | 0 - 2   | Zambie            | Dobsonville Stadium, Johannesbourg |                              |
| 26 mars 2023 15:00 UTC+2 |               | (0 - 1) | 14e 69e Daka      | Arbitrage : Chelanget Sabila       | Arbitrage : Chelanget Sabila |
| 26 mars 2023 15:00 UTC+2 | Mokokoane 18e | Rapport | 88e Chepeshi (en) | Arbitrage : Chelanget Sabila       | Arbitrage : Chelanget Sabila |

| 28 mars 2023 | Comores     | 0 - 2   | Côte d'Ivoire            | Stade Omnisports de Malouzini, Moroni |                          |
| 22:00 UTC+3  |             | (0 - 1) | 36e Sangaré · 58e Kessié | Arbitrage : Peter Waweru              | Arbitrage : Peter Waweru |
| 22:00 UTC+3  | Mohamed 46e | Rapport | 75e Gbamin               | Arbitrage : Peter Waweru              | Arbitrage : Peter Waweru |

| 5e journée               | Zambie                                   | 3 - 0   | Côte d'Ivoire | Stade Levy Mwanawasa, Ndola       |                                   |
| 17 juin 2023 15:00 UTC+2 | Aurier 31e (csc) · Daka 48e · Kangwa 55e | (1 - 0) |               | Arbitrage : Bamlak Tessema Weyesa | Arbitrage : Bamlak Tessema Weyesa |
| 17 juin 2023 15:00 UTC+2 | Kabwe (en) 60e · Sakala 89e              | Rapport |               | Arbitrage : Bamlak Tessema Weyesa | Arbitrage : Bamlak Tessema Weyesa |

| 17 juin 2023 | Lesotho                                            | 0 - 1   | Comores        | Orlando Stadium, Johannesbourg    |                                   |
| 16:00 UTC+2  |                                                    | (0 - 0) | 90e M'Changama | Arbitrage : Celso Armindo Alvação | Arbitrage : Celso Armindo Alvação |
| 16:00 UTC+2  | Thabantso (en) 15e · Senkoto 40e · Rasethuntša 47e | Rapport |                | Arbitrage : Celso Armindo Alvação | Arbitrage : Celso Armindo Alvação |

| 6e journée                   | Côte d'Ivoire | 1 - 0   | Lesotho | Stade Laurent Pokou, San-Pédro |                             |
| 9 septembre 2023 16:00 UTC±0 | Sangaré 16e   | (1 - 0) |         | Arbitrage : Samuel Uwikunda    | Arbitrage : Samuel Uwikunda |
| 9 septembre 2023 16:00 UTC±0 | Rapport       |         |         | Arbitrage : Samuel Uwikunda    | Arbitrage : Samuel Uwikunda |

| 9 septembre 2023 | Comores      | 1 - 1   | Zambie   | Stade Omnisports de Malouzini, Moroni |                                       |
| 22:00 UTC+3      | Youssouf 45e | (1 - 0) | 71e Daka | Arbitrage : Pacifique Ndabihawenimana | Arbitrage : Pacifique Ndabihawenimana |
| 22:00 UTC+3      | Rapport      |         |          | Arbitrage : Pacifique Ndabihawenimana | Arbitrage : Pacifique Ndabihawenimana |

## Statistiques

### Meilleurs buteurs
5 buts      
- Patson Daka

2 buts    
- Ibrahim Sangaré

2 buts   
- Christian Kouamé
- Lameck Banda
- Kings Kangwa
- Youssouf M'Changama
- Bendjaloud Youssouf

1 but  
| - El Fardou Ben Nabouhane - Ibroihim Youssouf - Serge Aurier - Sébastien Haller - Franck Kessié | - Jean-Philippe Krasso - Tshwarelo Bereng - Enock Mwepu - Fashion Sakala |

contre son camp  (csc)
- Serge Aurier (contre la Zambie)